# Aït Toudert
Aït Toudert est une commune dans la wilaya de Tizi Ouzou, en Algérie.

## Géographie
La commune d'Aït Toudert, est administrativement rattachée à la Daïra des Ouacifs (Ath Ouacif en langue amazighe). Elle s'étend sur 34,587 km² et se situe sur le versant nord du massif du Djurdjura. Entièrement enclavée dans la réserve naturelle du Djurdjura, elle recèle d'appréciables ressources en eau et abrite une riche faune sauvage. On peut y rencontrer le singe magot, le porc-épic, le chacal...

### Localisation
La commune d'Aït Toudert se situe au Sud de la wilaya de Tizi Ouzou. Elle est délimitée :
|                  | Ouadhias, Beni Yenni |        |
| Agouni Gueghrane | Aït Toudert          | Ouacif |
|                  | Aït Boumahdi         |        |

### Villages de la commune
La commune d'Aït Toudert est composée de 13 villages :
- Chef-lieu (APC)
- Izzarouken (village iguer adloun)
- Agouni Fourrou
- Aït Abdelouahab
- Ait Ouihlane
- Ait Toudert
- Iguer Adloun
- Michrek
- Tawrirte
- Taguemount
- Taḥchaṭ
- Tigounsaft
- Tizi Mellal

## Histoire
L’actuelle commune d’Ait Toudert ainsi que certains villages qui la constituent dépendaient de la commune mixte du Djurdjura, siège à Ain El Hammam (ex-Michelet). Les villages d'Aggouni Fourou et Tizi Mellal relevaient de la commune mixte Larbaâ Nath Irathen (ex-Fort National).
À la suite d'un sabotage de la voie (piste) menant de l'Arba des Ouacif à Ath Ali par le FLN en mai 1956[réf. nécessaire], le capitaine Jean Lhote, chef de la SAS des Ouacifs, commandant du secteur militaire (probablement le 22e BCA) infligea une forte amende aux habitants d’Iguer Adloun, de Touguenseft et aux trois villages d’Ath Ali (Ait abdelouahab, Taguemount et Mecherek). Se croyant en terre conquise, il minimisa les risques de représailles, ce qui lui coûta la vie en sautant sur une mine durant le même mois. Le 31 octobre 1956, La répression du côté français fut sans commune mesure. Plus de cinquante personnes furent abattues et les cinq villages furent entièrement détruits par des bombardements alors que la population n'avait pas entièrement évacué les lieux causant ainsi des morts et des blessés.
Les exactions coloniales ont contraint de nombreuses familles à fuir la région. À titre d'exemple, les habitants du village de Taguemount Ath Ali ont quitté leur Kabylie natale pour s'établir majoritairement dans le département de Djelfa, à Ain-Oussera, Birine, Had-S'hari ( Les familles Benmesbah, Benali, Aït-Hocine, Mohamedi, Bournane, Ait-Hadi, notamment).
Les habitants du village de Touguenseft se sont réfugiés chez des parents et proches dans le département de Médéa, à Sidi-Aïssa, Aumale, Aïn-El-Hadjel, Maginot (Les familles Lounis, Benslimane, Outayeb, Taïeb, Benmesbah, Yahiatene, Amer Ouali, Nedil, etc).
Le village de Taguemount Ath Ali demeure à ce jour dévasté. La région située entre Aït Ouihlane-Ait Toudert et l’Azzaghar est restée zone interdite jusqu’à l’indépendance.
L’Azaghar, Iboubène, Tahachat, et les hameaux d'Ait Tahar, Ihaddadène, Bachouche et Bouarab furent évacués en juillet 1957.
En 2020, les ossements humains de 3 maquisards, tués en 1959, ont été découverts sur le territoire de la commune.

## Infrastructures et développement
Commune rurale et montagneuse, Aït Toudert accuse un certain retard en matière de développement et de construction d'infrastructures. Ces dernières années, plusieurs villages de la commune (Agouni Fourou, Aït Ouihlane, Aït Toudert, Tinguenseft) ont bénéficié d'un raccordement au gaz natural. La commune a également bénéficié de programmes de construction de logements sociaux. En 2022, le wali de Tizi Ouzou a procédé à la pose de la première pierre d'un programme de 130 logements publics aidés (LPL) et la baptisation du lycée de la localité au nom du chahid Hachoud Salem.
En 2024, le championnat d'Algérie de cross parapente s'est tenu à Tizi Mellal, commune d'Aït Toudert.

## Évènements tragiques
En 2016, la commune d'Aït Toudert a été au centre de l'attention médiatique nationale à la suite du drame de la disparition d'une petite fille de trois ans (Nihal Aït Mohand). Enlevée le 21 juillet 2016, son corps fut retrouvé sans vie quelques jours plus tard. Sept ans après, en 2023, le tribunal criminel de Tizi Ouzou a condamné à la peine capitale deux individus dans cette affaire de kidnapping et assassinat.
En 2021, Aït Toudert fait partie des communes kabyles durement touchées par les incendies meurtriers de l'été 2021.

## Personnalités liées à la commune
- Said Ait Messaoudène (1933-2009), ancien ministre, originaire de Aït Toudert, premier chef des forces aériennes algériennes à l'indépendance;
- Moussa Saïb (né en 1969 à Theniet El Had dans la wilaya de Tissemsilt), ancien joueur de football international et de JSK , est un descendant des Ath Ali de Taguemount;
- Nassim BENABDERRAHMANE (né le 17 juillet 1975 à Alger), ancien Directeur Général de la JSK